# フェザント島

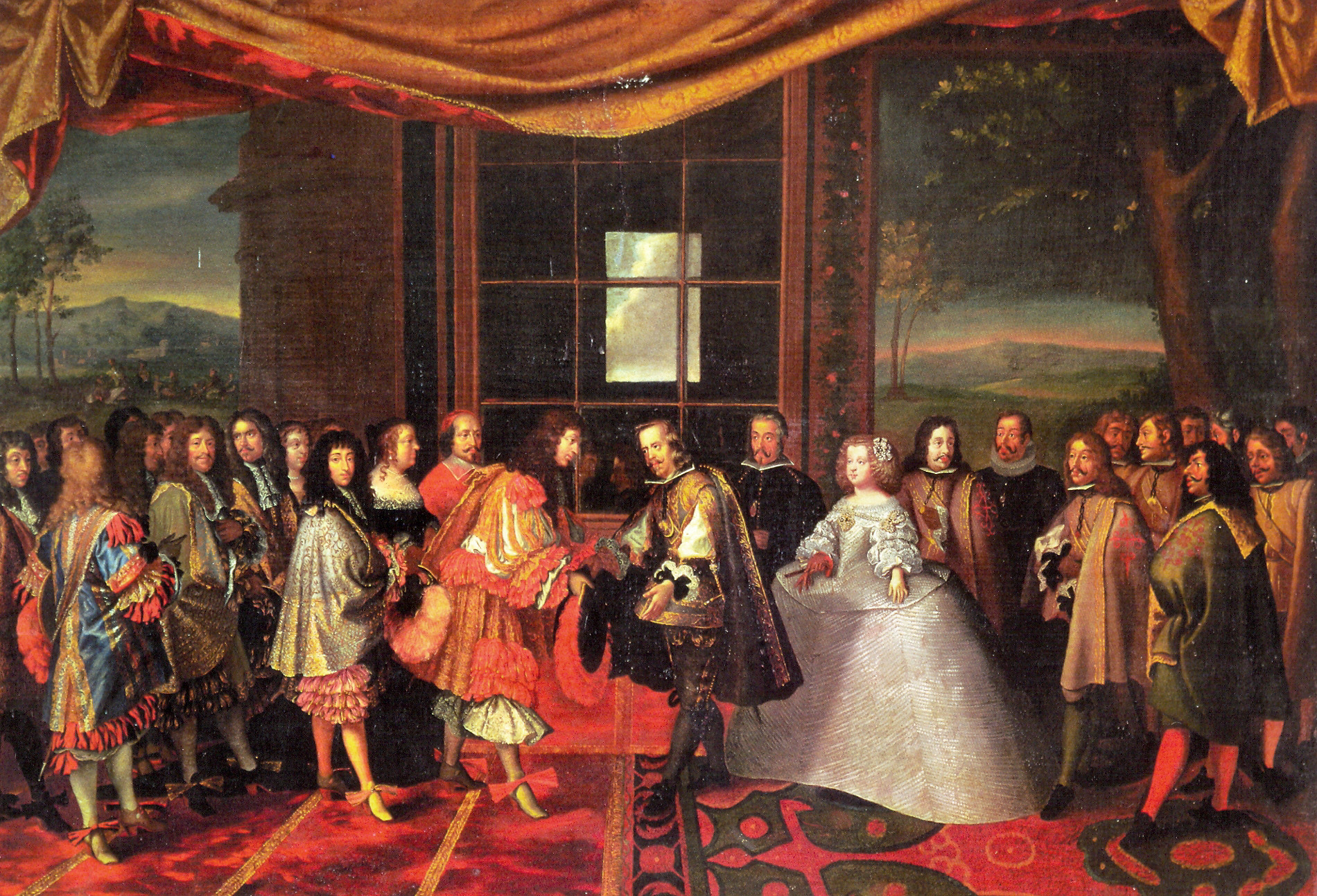
ピレネー条約とルイ14世の婚姻を描いた絵画

フェザント島（フェザントとう、フランス語: Île des Faisans、スペイン語: Isla de los Faisanes、バスク語: Konpantzia）は、フランスとスペインの国境を流れるビダソア川下流にある島（中州）。1659年にこの島で結ばれたピレネー条約によって、フランスとスペインの双方の主権の下にある共同統治領になっている。

## 名称
- フランス語: Île des Faisans（フェザン島）
- スペイン語: Isla de los Faisanes（ファイサネス島）
- バスク語: Konpantzia（コンパンツィア）
- 英語: Pheasant Island（フェザント島）

フランス語・スペイン語では「キジの島」の名で呼ばれる。英語での表現も同様である。

## 地理
面積は 6,820 m²あり、人工護岸が整備されている。

## 歴史
フランス・スペイン国境にあり、この島ではしばしば両国の会合が行われた。
1615年、スペインとフランスの王室の間で2組の婚儀が行われた。フランス王ルイ13世とスペイン王女アナ（アンヌ・ドートリッシュ）、スペイン王フェリペ4世（アナの弟）とフランス王女エリザベート（イサベル・デ・ボルボン、ルイ13世の妹）である。2人の王女はこの島で、それぞれ夫の国に引き渡された。
1659年には、三十年戦争を終結するためのピレネー条約の締結が行われた。これに先立ち、スペイン側のルイス・デ・アーロ (Luis Méndez de Haro) と、フランス側の宰相ジュール・マザランの間で24の会議が行われている。島の中央には条約締結を記念した記念碑が立てられている。またこのとき、フランス王ルイ14世（ルイ13世とアンヌの子）はスペイン王女マリア・テレサ（マリー・テレーズ・ドートリッシュ、フェリペ4世とイサベルの子）が婚約しており、この島で対面を行っている。この2人はのちに結婚し、「グラン・ドーファン」ルイが生まれている。
1679年、スペイン王カルロス2世（フェリペ4世と継妃マリアナの子）は、フランス王族のマリー・ルイーズ・ドルレアンとこの島で結婚している。
1721年には、フランス王ルイ15世（グラン・ドーファンの子）は、婚約者であるスペイン王女マリアナ・ビクトリアとこの島で対面している。マリアナ・ビクトリアはフランスで養育されたが、のちに婚約は破棄されている。

## 行政
イルン（スペイン・ギプスコア県）とアンダイエ（フランス・ピレネー＝アトランティック県）が6か月交替で行政を行っている。この島を訪れることは許可されていない。